# Villa Lindenhof (Herrlingen)

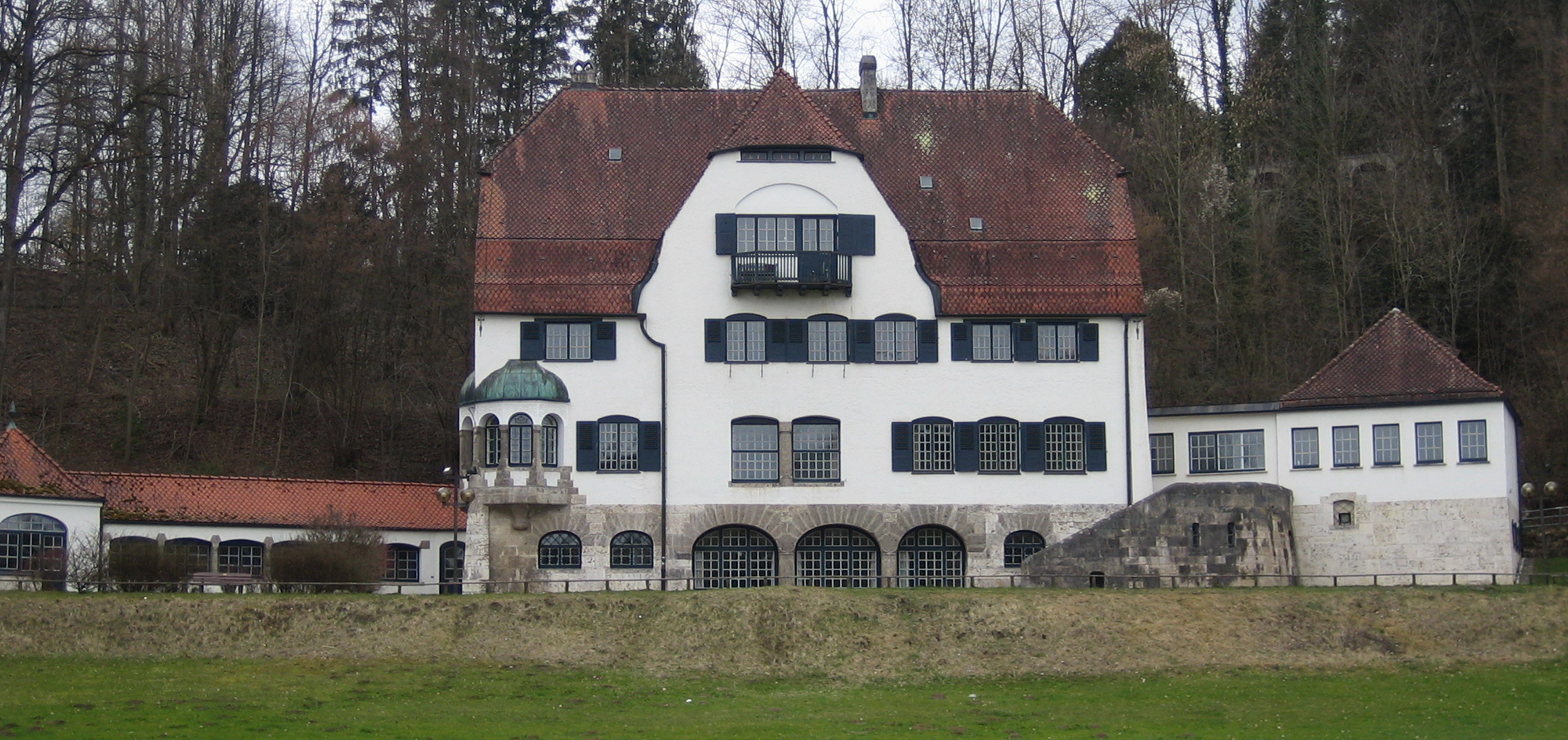
Villa Lindenhof

Die Villa Lindenhof ist ein großbürgerliches Wohnhaus mit Nebengebäuden in Herrlingen bei Ulm, das heute kulturell genutzt wird. Die Villa ist von einem großen Park umgeben und verkörpert ein in allen Teilen durchdachtes Gesamtkunstwerk des Jugendstils.

## Geschichte
Bereits seit Mitte des 19. Jahrhunderts war Herrlingen wegen seiner Nähe zur Stadt Ulm und seiner schönen Lage eine bevorzugte Sommerfrische wohlhabender Ulmer Bürger, die sich dort Landhäuser als „Sommerresidenzen“ erbauen ließen. Dazu gehörte auch der Besitzer der Wieland-Werke, der Unternehmer Max Robert Wieland, Sohn des Ulmer Kunst- und Glockengießers Philipp Jakob Wieland. Er gab 1904 dem bekannten Münchner Architekten Richard Riemerschmid den Auftrag, für das Gelände in Herrlingen eine Villa zu entwerfen und zu bauen. Das stattliche Ensemble mit angegliedertem Küchenbau, einer Kegelbahn, Torhaus, Remise und Pferdestall war 1906 bezugsfertig. Riemerschmid zeichnete auch für die gesamte Innenausstattung und Möblierung der Villa verantwortlich. 1919 beauftragte der Hausherr den Bildhauer Wilhelm Nida-Rümelin, mehrere Skulpturen zur Verschönerung des Gebäudes zu entwerfen.
Nach 1945 wurde im Lindenhof eine Schule eingerichtet. 1972 wäre das Ensemble beinahe abgerissen worden. Zwischen 1989 und 2018 befand sich in der Villa ein Museum über Erwin Rommel.

## Aktuelle Nutzung
In der Villa Lindenhof befindet sich das Museum Lebenslinien. Das Museum zeigt Teile der deutschen Geschichte exemplarisch am Beispiel Herrlingen. An folgende Personen und Gruppen wird im Museum erinnert:

An die Erbauer der Villa, die Familie Wieland, den bekannten Jugendstil-Architekten Richard Riemerschmid, die Lyrikerin Gertrud Kantorowicz, die Reformpädagoginnen Clara Weimersheimer und Anna Essinger, den deutsch-israelischen Pädagogen Hugo Rosenthal, die Gruppe 47 und an Generalfeldmarschall Erwin Rommel und seine Rolle im Zweiten Weltkrieg.
Die Villa Lindenhof ist das einzige Jugendstil-Gebäude im Raum Ulm, das öffentlich besichtigt werden kann.
Im ersten Stock im Erker befindet sich das „Trauzimmer“, in dem standesamtliche Hochzeiten in einem festlichen Rahmen stattfinden. Darüber hinaus wird das Gebäude von der Stadt Blaustein für kulturelle Zwecke genutzt.

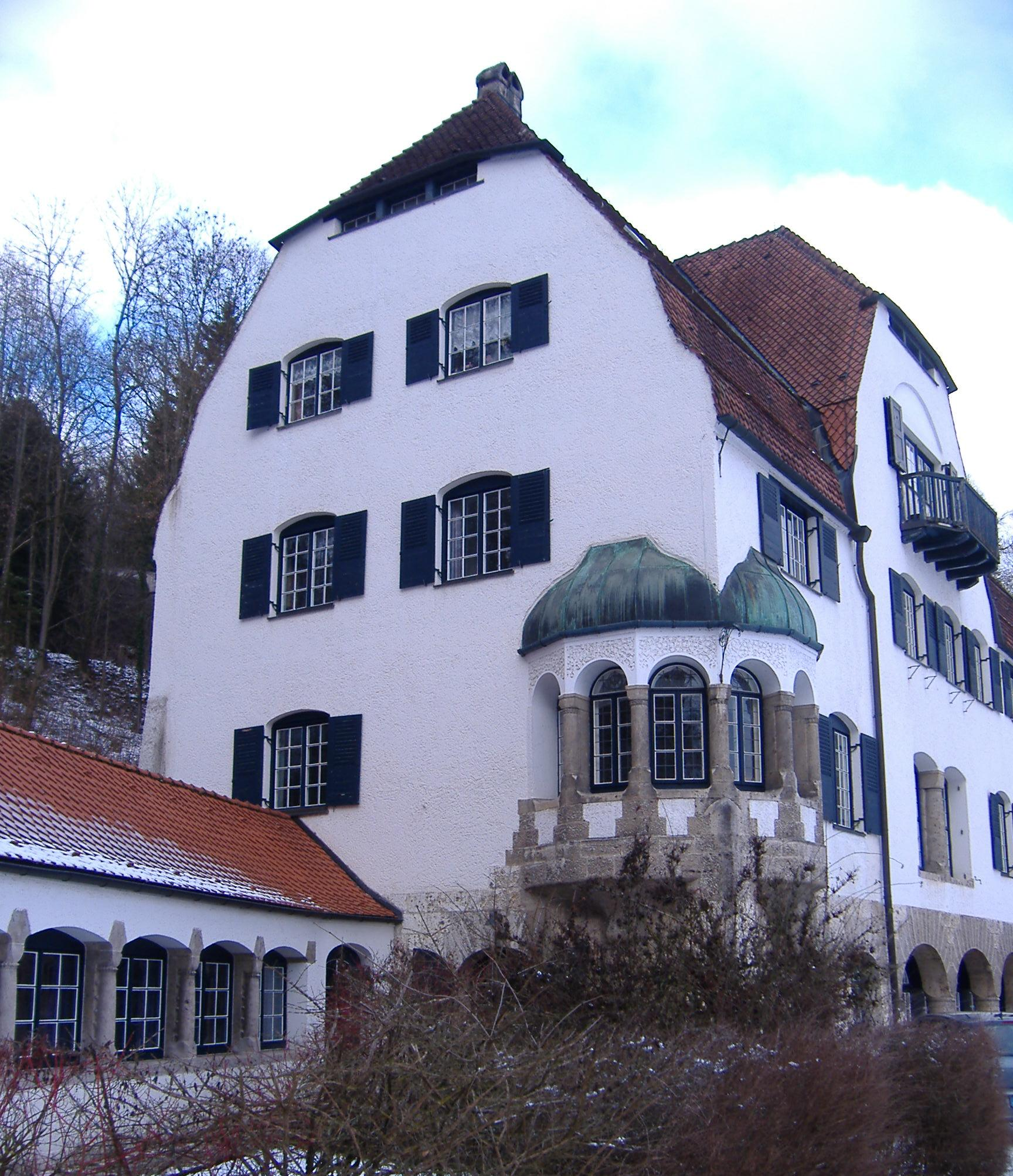
Süd-Westseite der Villa
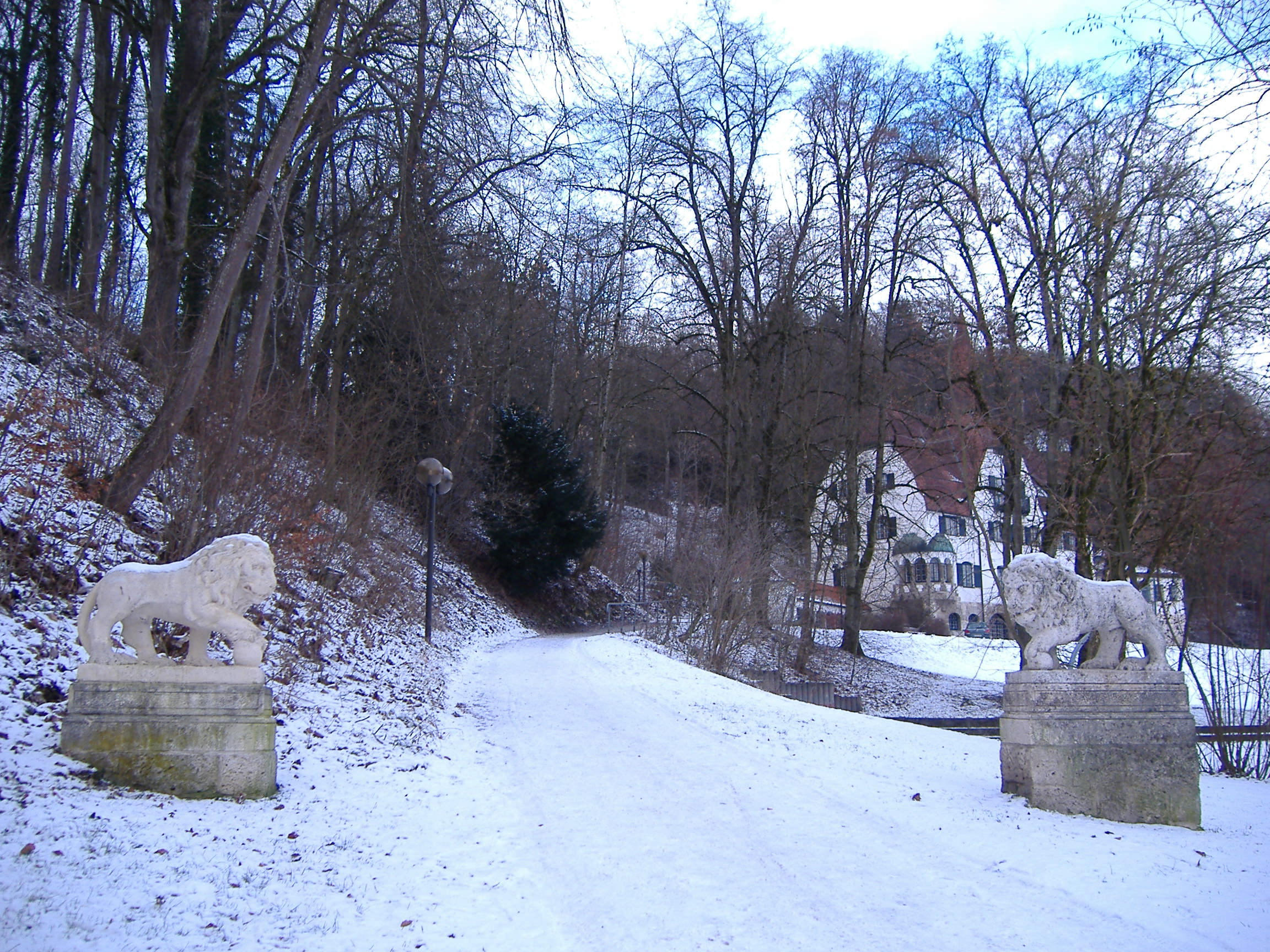
Auffahrt zur Villa, Löwen-Figuren von Wilhelm Nida-Rümelin
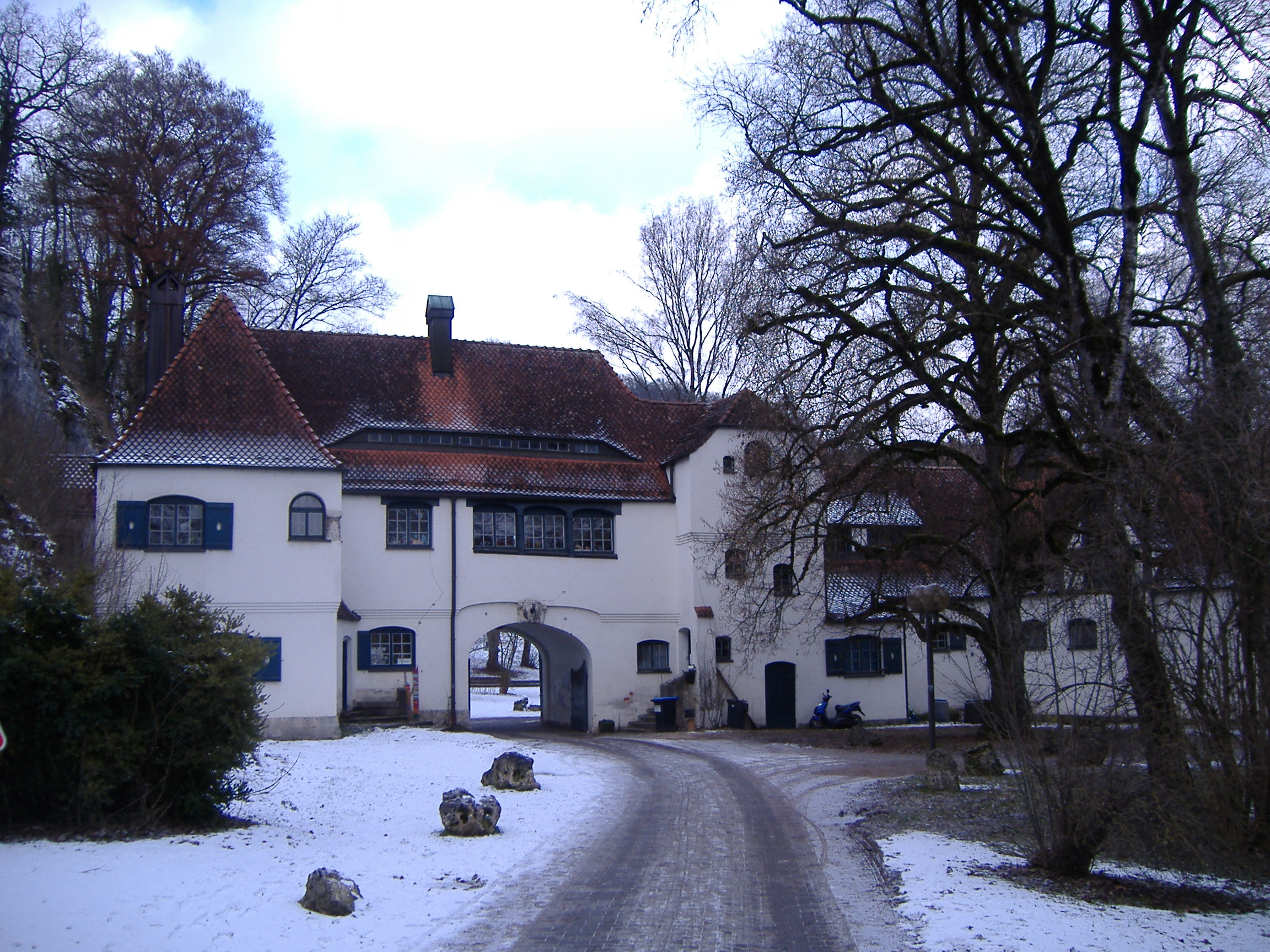
Torhaus
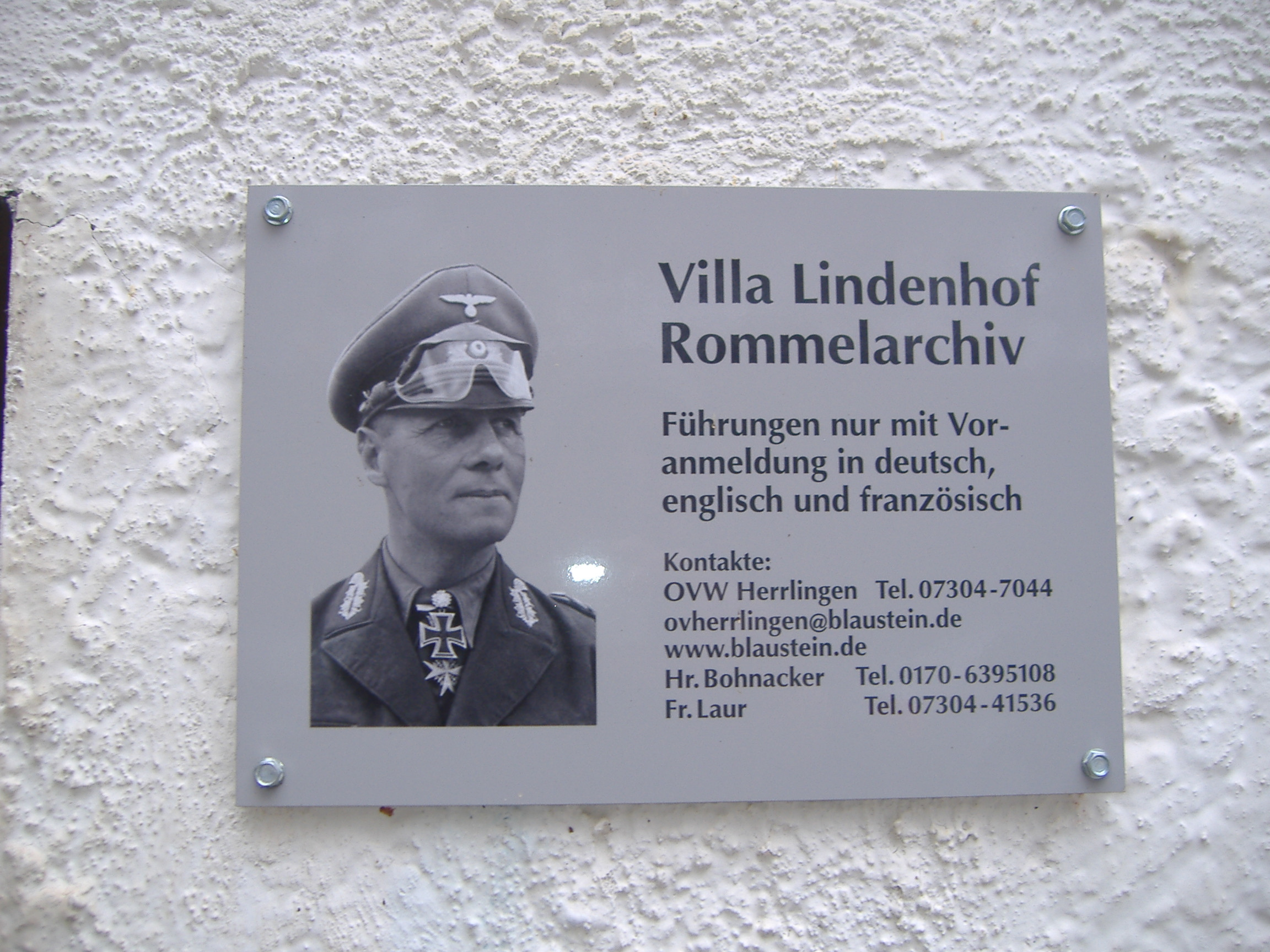
Informationstafel am Eingang der Villa
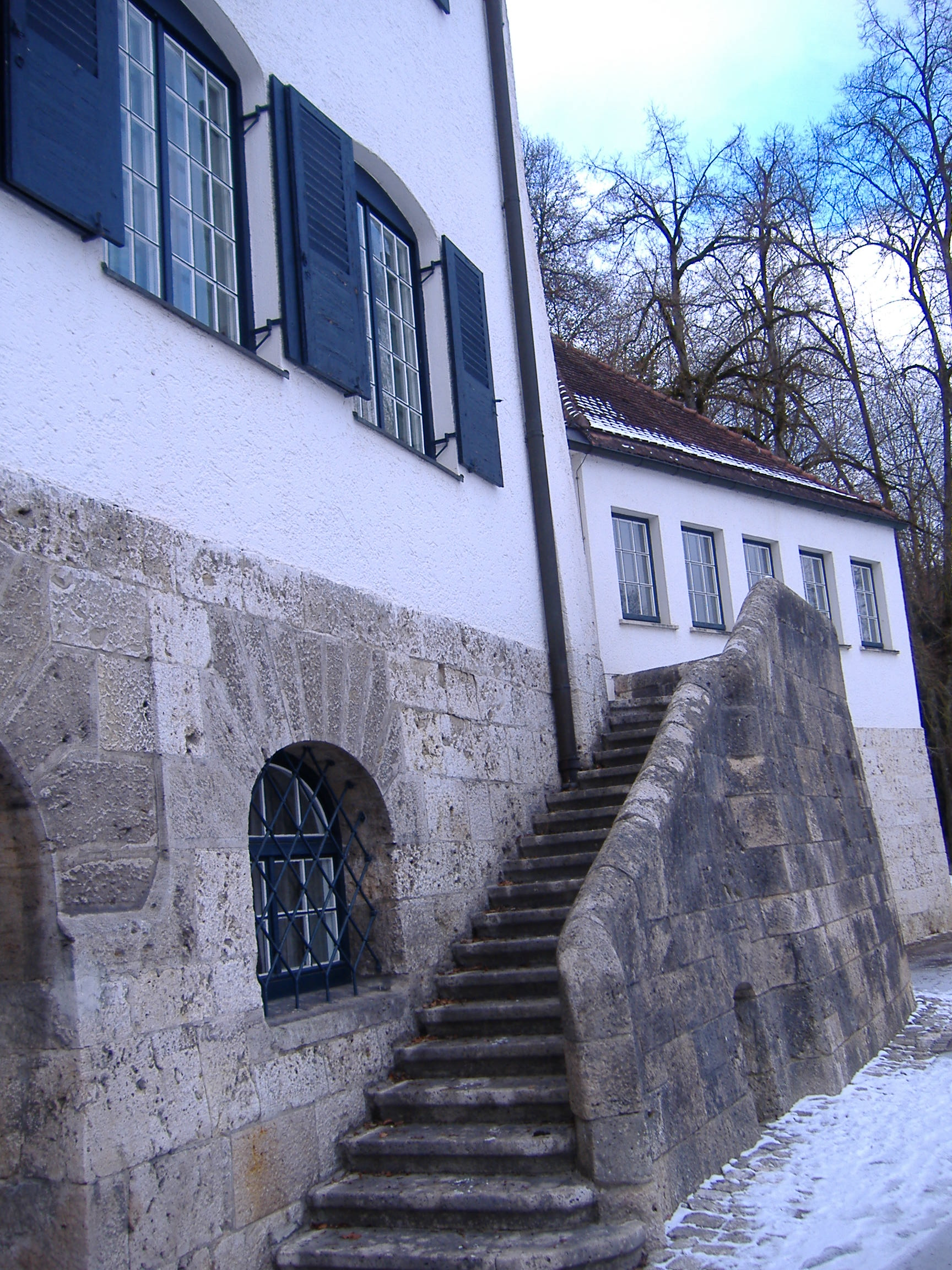
Treppenaufgang an der Südseite